# 何詩蓓
何詩蓓，SBS（英語： /ʃəˈvɔːn ˈhɔːhi/ shə-VAWN HAW-hee；1997年10月31日—），出生於香港，父親是愛爾蘭人，羅馬天主教徒，香港女子游泳運動員，為多項香港、亞洲游泳紀錄，以及首個代表香港的游泳世界紀錄保持者。
何詩蓓在東京奧運取得100米自由泳與200米自由泳兩面銀牌，為首次有香港運動員能在單屆奧運能獲得超過一面獎牌，也是首位代表香港的奧運游泳獎牌得主（同時是首位打入決賽的香港泳手）。其後，她在2024年巴黎奧運取得200米自由泳銅牌及100米自由泳銅牌，成為歷來取得最多奧運獎牌的香港運動員，亦成為繼李慧詩後第二位於兩屆不同的奧運會獲取獎牌，及首位於兩屆不同的奧運會獲取多於一面獎牌的港將。
何詩蓓是香港歷來首位世界游泳錦標賽、世界短池游泳錦標賽、世界青年游泳锦标赛冠軍，以及亞運游泳金牌得主。她曾六度當選「香港傑出運動員」，包括三次「星中之星」的最高榮譽。
學術成績上，何詩蓓在香港中學文憑考試取得七科35分，得以升讀密西根大學，在兼顧游泳訓練及學業上取得平衡。她亦擁有八級鋼琴資格，不時會在宿舍內彈琴減壓。

## 簡歷

### 早年及出道
何詩蓓的父親何熹達（Darach Haughey）是愛爾蘭人，在退休前曾任德勤‧關黃陳方會計師行合伙人及企業重組服務主管；母親梁慧鳳則為香港人，於香港金融管理局任職外匯基金投資辦公室旗下，風險管理及合規部助理總監。因父親姓氏首個發音與粤语「何」相似，而的頭兩個英文字母又與粤语「詩蓓」差不多，因而按照香港归化音译（把外国人名，按照粤语发音尽量译得像中国人的名字）的传统取名何詩蓓。家中還有一個比她大兩年的姊姊何雅舒（Aisling Bridget Haughey），姊妹二人同為學校泳隊的成員。何詩蓓為前愛爾蘭總理查爾斯·豪伊的侄孫女，以及另一前總理史恩·利馬斯的曾外甥孫。
由於家中有游泳池，何詩蓓在6個月大時就開始戴上手袖，在池中熟習水性，到4歲時就開始到南華體育會參加游泳班，6歲開始接受泳隊訓練。她在聖保祿天主教小學就讀時就已經常參加不同的游泳比賽。她在07-08年度區際游泳比賽100米自由泳乙組游出的1分03秒14，至今仍是香港小學游泳紀錄。
2008年10月，年僅10歲的她首次代表香港參加埠際游泳賽，就取得三金一銀的佳績，並打破兩項大會紀錄；年底，她又在昆士蘭分齡游泳錦標賽中贏得100米蛙泳冠軍。她在香港同齡的泳手當中可謂難逢敵手，曾同時保持著六個長池游泳及六個短池游泳分齡（10歲或以下）紀錄。
2009年9月，何詩蓓升讀聖保祿中學，即在11月舉行的校際游泳錦標賽女子丙組100米自由泳比賽以59秒37打破學界紀錄，一年後何詩蓓再大幅把紀錄推前至57秒79，50米自由泳也造出比舊紀錄快近0.7秒的26秒80。
2011年3月1日，13歲的何詩蓓在香港短池分齡游泳錦標賽400米個人混合泳以4分48秒42寫下首項香港紀錄，表現獲港隊總教練陳耀海盛讚：「她的身型好，又有水感，將來會像韋漢娜一樣成為世界級的選手。」12日後，她在同一泳池舉行的短池分齡游泳錦標賽中以4分43秒49再創新港績。同年11月，她在長池分齡游泳錦標賽以56秒05游出100米自由泳個人最佳時間，除打破自己保持的香港青年紀錄外，更成功達到倫敦奧運B標。
2012年3月，何詩蓓在香港短池分齡游泳錦標賽以2分13秒68刷新由前港隊名將蔡曉慧於2007年創下的女子200米個人四式香港紀錄。同年6月，她又在長池賽中以2分18秒53打破施幸余所保持的女子200米個人四式香港紀錄。同年7月，確認未能出戰倫奧的她代表香港出戰在南韓大邱舉行的第46屆國際兒童運動會，在自由泳、個人混合泳及4×100米自由泳接力比賽中奪得兩金兩銀。

### 杜拜世青賽奪冠
2013年4月，何詩蓓在香港長池游泳計時賽的100米自由泳游出55秒78奪冠，並達到7月世錦賽的B標；不過由於世錦賽與校內的考試撞期，她決定棄賽讓出參賽席位。「我向來重視學業，游水只是興趣，6月我會全力應付校內考試，所以應該無法好好備戰世界賽。」不過，她卻趕及代表香港參加在8月分於阿聯酋杜拜舉行的第四屆世界青年游泳錦標賽，並在女子100米自由泳決賽中以54秒47的成績，力壓立陶宛名將魯塔·美露泰勇奪冠軍，為香港第一位在世青賽奪獎的泳手，且刷新賽會的紀錄；她又在隨後進行的50米自由泳以25秒38的成績贏得一面銅牌，並打破韋漢娜2009年創下的香港紀錄，在200米自由泳亦得第四。賽後，她表示賽前對名次並無預期，只是放鬆心態全力以赴，對於自己首次參加世界大賽能取得一金一銅感到非常開心。

### 東亞運奪二銀五銅
2013年10月，何詩蓓參加在中國天津舉行的東亞運動會，首次代表香港出戰成人賽事。她在首日進行的女子100米自由泳決賽游出55秒06，僅負於中國的泳手唐奕和邱钰涵，獲得銅牌。翌日，又在200米個人混合泳和4×200米自由泳接力贏得一銀一銅；其中，她在混合泳賽事造出破香港紀錄的2分13秒35，僅以1.86秒之差不敵倫奧金牌得主叶诗文。
她在其後進行的200米自由泳、4×100米自由泳接力、50 米自由泳和4×100 米混接力再奪得1銀3銅；而她在該屆東亞運參加的八個項目中，僅400米混合泳未獲獎牌，但亦游出了4分51秒30的成績打破藍家汶的香港紀錄，這也令她一統四項混合泳港績，為蔡曉慧後第一人。整項賽事中，何詩蓓共拿得2銀5銅7面獎牌，成為該屆東亞運所有代表團中贏得最多獎牌的選手，也是香港歷來在單屆東亞運中獲得最多獎牌的代表團成員
同年11月，何詩蓓在香港長池分齡泳賽中個人獨取六面金牌，除了在50米自由泳及200米個人混合泳等強項奪冠外，更在100米蛙泳泅出1分10秒42，刷新江忞懿在2008年所造的香港青年紀錄。她連續三年取得該賽事的「全場最佳女泳員」獎項，並達到翌年8月青奧會六項參賽標準。
憑藉本年度的多項突出表現，何詩蓓在香港傑出運動員選舉中獲選為「香港傑出青少年運動員」，又在「運動燃希望基金傑出青少年運動員」季選中得獎。

### 青奧會奪二銀
2014年2月，在第一組短池分齡游泳比賽中，何詩蓓先後打破江忞懿的200米蛙泳和自己保持的400米個人混合四式港績。3月，狀態大勇的她在香港短池分齡游泳錦標賽中橫掃六冠，更刷新100米自由泳（53秒28）和200米混合泳（2分11秒05）的香港紀錄，年僅十六歲已超過十次衝破港績。4月，她在第57屆體育節長池游泳計時賽的200米個人混合泳和200米自由泳賽事中輕取兩金，成績達到世界游泳錦標賽的B標；其後，她更在100米自由泳以54秒83奪標，並首次達到世錦賽A標成績。
2014年8月，何詩蓓代表香港參加在南京舉行的第二屆夏季青年奧林匹克運動會。她在開賽首日就於女子200米個人混合泳決賽，游出2分13秒21，奪得銀牌，並且刷新個人保持的香港紀錄，為歷來香港首位在青奧奪獎的泳手。
其後，何詩蓓轉戰主項100米自由泳，她先在準決賽留力下造出55秒89，以總成績第7位躋身決賽；不過，在決賽面對東道主沈鐸及邱钰涵兩大勁敵的挑戰下，最終只能游出54秒61，以0.77秒之差屈居亞軍。她在女子50米自由泳及200米自由泳表現不俗，分別泅出25秒61和2分0秒08，獲得第五及第六名。奪得兩面銀牌的何詩蓓成為香港代表團中成績最好的運動員，她並獲選擔任賽事閉幕式的持旗手。

### 仁川亞運添三銅
2014年9月，何詩蓓代表香港參加南韓仁川舉行的亞運會游泳比賽。她先與歐鎧淳、施幸余及鄭莉梅合作在女子4×100米自由泳接力游出3分39秒94，贏得女子4x100米自由泳接力銅牌，並打破香港紀錄，其中何詩蓓在最後一棒造出53秒71的分段時間，為香港泳手歷來最快的100米自由泳分段紀錄，甚至比韋漢娜保持的港績（54秒35）和當屆亞運金牌得主沈鐸封后的時間（54秒37）快超過0.5秒。
次日，四人又在女子4×200米自由泳接力，造出破香港紀錄的8分04.55秒，再添一銅；其後，何詩蓓又與江忞懿、歐鎧淳、施幸余組隊，在女子4×100米混合泳接力泅出4分07秒15的成績，取得個人第三面銅牌。除上述三項接力賽之外，她出戰四項個人項目全部打入決賽，其中在100米及200米自由泳雙雙得第四名，50米自由泳則獲第五，為游泳港將中成績最好的一人。
在本學年升讀中六的何詩蓓表示，希望新學年以學業為重，她會在參加完世界盃和學界賽後暫別泳壇，減少練水時間，專心讀書。她除了要應付香港中學文憑考試外，還要兼顧八級鋼琴考試。因此她在最後一年的學界爲避免缺課太多而只出戰接力，助聖保祿中學在4×50米混合泳接力奪金。總結六年學界生涯何詩蓓在個人項目未嘗一敗，至畢業時保持七項港九區中學校際紀錄，
何詩蓓在本年度的香港傑出運動員選舉中再度當選為「香港傑出青少年運動員」；此外，又首度獲得香港游泳教練會「香港最佳游泳員」獎項，被傳媒稱譽為「小美人魚」、「香港小飛魚」。

### 公開試後全面復出
何詩蓓為專心應付香港中學文憑考試，半年間減少練習，每周只練一至兩天。2015年4月，她在考試期間出戰香港長池游泳計時賽，在女子100米自由泳初賽游出55秒19，達里約奧運B標；賽後她表示自己半年來沒有好好練習，本來只想試試自己的狀態，料不到可以造出這個時間。憑著學業及游泳成績，她在中學文憑試放榜前已獲已被美國密西根大學取錄。
她在5月考畢公開試後，為了儘快提升狀態加倍練習，每星期練足七天，合共15小時，再加三課體能訓練，希望在個人三個主項：50米、100米自由泳及200米個人混合泳中完成達里約奧運A標。她在6月出戰美國聖克拉拉泳賽，在100米自由泳初賽力壓美國名將蜜茜·富兰克林，以56秒06第八名進入決賽，但因肩膊傷勢未癒，只好放棄這個決賽席位。
7月16日，中學文憑試放榜，何詩蓓在最佳五科考獲27分，包括通識教育（5**）、英文（5*）、數學（5）、企業會計與財務概論（5）、中文（4）、化學（4）及英語文學（4）。她以「圓滿」來形容自己的中學生活，照原定計劃赴美升學。

### 達標出戰里約奧運
2015年8月，何詩蓓首度出戰在俄羅斯喀山舉行的世界游泳錦標賽。她在女子200米混合泳初賽游出2分13秒07，在刷新香港紀錄的同時，更達到里約奧運A標（2分14秒26），成為香港首名達到奧運A標、直入奧運的泳手，連國際泳聯都特別在其facebook以「FINA Stars」為題介紹這位香港泳手；她在準決賽再次造出達到奧運入圍標準的時間，游出2分13秒26，排在第14名，未能進入決賽。她亦連同歐鎧淳、施幸余及鄭莉梅在4×100米混合泳接力游出4分04秒54，憑世界排名第16位而進軍里約奧運會。
2015年12月，何詩蓓代表密歇根大學參加在費德勒爾韋舉行的美國冬季國家游泳錦標賽。她在200米自由泳決賽游出1分58秒48獲第3名，超越鄭莉梅的香港紀錄，同時更達到里約奧運A標（1分58秒98），取得個人第二張奧運入場券。

### 里約奧運
2016年3月，何詩蓓升讀密歇根大學後首度出戰美國大學游泳最高殿堂的NCAA D1 錦標賽，她在200碼自由泳以個人最佳時間的1分43秒35得第五，100米自由泳列第十一，200米個人混合泳則排第十二。同時代表學校參與4x50米、4x100米、4x200米自由泳及4x100米混合泳四項接力。其中以在4x100米自由泳接力的成績最好，游出3分12秒98名列第九，密歇根大學亦在女子團體積分榜排第十位。
8月9日，何詩蓓代表香港在里約奧運會女子200米自由泳預賽游出1分56秒91，超越自己保持的香港紀錄，以總排名第9晉身16強，成為香港游泳史上繼1952年張乾文的100米自由泳後,第二位打入奧運準決賽的運動員。賽後為了留力爭取200自決賽席位，決定放棄出賽200米個人混合泳預賽。最後何詩蓓在準決賽力戰下造出1分57秒56，位列第13名，成為歷來在奧運會取得最佳成績的香港泳手。賽後何詩蓓表示一直被國外朋友疑問她為何放棄代表愛爾蘭，但她與香港連繫緊密，為代表香港感到自豪。

### 2017世界游泳錦標賽
2017年3月，何詩蓓再戰NCAA D1 美國游泳錦標賽。這位密歇根大學的二年生在200碼自由泳游出PB，以1分41秒21獲殿軍，同時在100米自由泳、200米個人混合泳分別得第十名和第十一名。在接力項目中，何詩蓓在4x200碼自由泳帶領隊伍以6分53秒63奪季，4x100米自由泳及4x100米混合泳接力也打入B 決賽，為學校爭取不少分數，最後密歇根大學在女子總成績名列第十一名。
6月，為備戰世界游泳錦標賽港隊精銳盡出，參加美國游泳大獎賽聖塔克拉拉站。何詩蓓先在100米自由泳以54秒84勇奪季軍，再以1分58秒14在強項200米自由泳拿下銀牌，繼而於200米混合泳決賽以破香港紀錄的2分12秒10再添銀牌，終以2銀1銅完成賽事。7月何詩蓓第二度出戰匈牙利布達佩斯舉行的世界游泳錦標賽，在4×100米自由泳接力賽何詩蓓首棒游出53秒99，打破韋漢娜2009年於世大運創下的紀錄。其後在200米自由泳她三破香港紀錄，改寫港績次數也突破二十次，成為首位殺入世錦賽決賽的港將，在決賽她泅出1分55秒96以第5名觸池，再創新猷。何詩蓓在100米自由泳亦入準決賽，最後總成績以54秒05名列第14位，在壓軸的4×100米混合接力她聯袂劉彥恩、陳健樂及施幸余以4分07秒40取得第13名。

### 2017年世界大學生運動會
2017年8月，何詩蓓聯同胞姊何雅舒攜手出戰台北舉行的世界大學生運動會，首日賽事便已在4×100米接力初賽首棒游出53秒83，再次刷新上月自己在世界游泳錦標賽創下的香港紀錄。接下來在100米自由泳何詩蓓連過三關，決賽造出54秒10奪金，成為繼2009年韋漢娜後第2位世大運金牌得主。三日後何詩蓓再闖200米自由泳決賽，游出1分56秒71刷新大會紀錄兼再度力挫群雄封后。追平韋漢娜雙金的成就。繼世青冠軍後事隔四年再在國際性賽事站上頒獎台中央，何詩蓓表示代表香港及密歇根大學奪金意義非凡，指「hard work will pay off」已十分滿足，並希望未來數年能參與一些世界性比賽並游出佳績，才能配上『世界級』的稱號。在最後一個賽事日何詩蓓夥拍胞姊何雅舒，加上劉詩穎及譚凱琳出戰4×100米混合泳接力，兩姐妹首次一同為港隊披甲造出4分13秒79，以第12名結束世大運之旅。

### 因傷無緣亞運
因應2017年的出色表現，何詩蓓又再獲得香港游泳教練會「香港最佳游泳員」獎項，更在「Samsung 2017年度香港傑出運動員選舉」中首度當選為香港傑出運動員，亦獲頒行政長官社區服務獎狀。 與此同時，2月在美國出戰十大聯盟泳賽的何詩蓓在200碼混合泳、200碼自由泳及400碼自由泳接力游出破大會紀錄時間，擸走3金1銀，協助密歇根大學三奪總冠軍殊榮。3月，何詩蓓第三度參加美國NCAA D1游泳錦標賽。作爲校隊主力的她在200碼、100碼自由泳皆殺人A 決賽，雙雙創出個人最佳時間下分別奪得一亞一殿，200碼個人混合泳亦得第九，在全部個人項目都寫下三年來最好的名次。接力方面，何詩蓓也首度晉身三甲之列，她在4x200碼自由泳領軍造出6分50秒03，僅屈居史丹福大學之後。在4x50碼、4x100碼自由泳接力亦打入頭八名，較之前兩年表現大幅進步。計算成績後，密歇根大學在女子團體從去年的第十一急跳至第四名，在總分267分中有多達133分與何詩蓓有關，為衆將之冠。
但自年初何詩蓓飽受傷患困擾，密歇根大學教練賽前亦曾猶豫何詩蓓的傷勢是否適合出賽，至6月過多番考慮，何詩蓓決定退出雅加達亞運，無緣在亞運爭金。7月，在美國游泳大獎賽俄亥俄州哥倫布市站，何詩蓓100米自由泳以53秒86摘金，隨後在50米自由泳游出25秒38得第四，追平自己五年前在世界青年游泳錦標賽創下的香港紀錄，最後在200米自由泳以1分57.20奪標。

### 再創高峰
休養大半年後何詩蓓重新復出，2019年2月在美國十大聯盟賽事以隊長身份獨取5金2銀，包括於強項200碼自由泳更以破大會紀錄佳績的1分41秒57寫下4連冠，帶領密歇根大學以1302.5分奪亞。一個月後在NCAA美國大學 D1 游泳賽的最後探戈，何詩蓓在200碼自由泳泅出1分40秒70取得第三名，100碼自由泳亦在創PB下以46秒64再添一銅。由她帶領的4x50碼、4x100碼、4x200碼自由泳及4x100碼混合泳四項接力也全部位列前四。何詩蓓共獲2銀3銅下為校隊該屆大贏家，於最後一年大學聯賽助密歇根大學贏得全場總季軍，相隔二十三年後再殺入團體三甲。
因學業及運動上的卓越表現，何詩蓓獲頒美國大專十大聯盟榮譽獎牌（Medal of Honor），為聯盟内學生運動員的最高榮譽，成為密西根大學歷史上第3名獲此殊榮的游泳女將，亦是香港首人。主修心理學的她亦宣告畢業後將留美工作，並繼續與大學泳隊訓練直至下年奧運。

### 達標出戰東京奧運
2019年4月14日，何詩蓓在香港體育學院舉行的全港長池游泳計時賽，先於女子100米自由泳初賽以53.59秒壓倒港隊隊友施幸余和陳健樂並刷新自己保持的港績，除了刷新自己在2017年台北世大運造出的53.83秒舊港績外亦達到54.38秒的東京奧運參賽A標資格。事隔一個半小時，她再於400自由泳的頭200米以1分57.16秒再達到東京奧運女子200米自由泳A標（1分57.28秒）。她在一個早上連取兩項參賽資格，並成為首個取得東京奧運游泳項目入場券的香港泳手。

### 2019世界游泳錦標賽
為專心備戰韓國光州舉行的世界游泳錦標賽，何詩蓓放棄衛冕世大運，改在六月與港隊隊友出戰環地中海游泳系列賽。何詩蓓在摩納哥站在女子50米自由泳三度刷新香港紀錄，100米自由泳亦創新港績，加上200米自由泳個人獨取2金1銀。轉戰法國卡內站後何詩蓓續狀態大勇，出戰400米自由泳初賽以4分13秒21打破歐鎧淳保持12年的香港紀錄，兼達東京奧運B標，為她第三十次刷新港績，其後在決賽再把紀錄大幅推前至4分11秒90。她亦獨取女子200米自由泳金牌及50米自由泳銅牌，連續兩站200自封后。世錦賽前何詩蓓宣佈成為香港首名加入arena Elite-Team的運動員，躋身世界級泳手行列。
在7月的世界游泳錦標賽，何詩蓓先在4×100米自由泳接力聯同鄭莉梅、何南慧和譚凱琳游出3分40秒40排第10名，獲得2020東京奧運的資格，再於4×200米自由泳接力與鄭莉梅、何南慧、歐鎧淳合力造出8分04秒98，以第11名奪得奧運會入場券，4X100混合泳接力也和鄭莉梅、楊珍美、陳健樂以4分03.52秒排第14，保持以世界排名前16位進軍奧運的希望。在個人項目何詩蓓在主項200米自由泳準決賽泅出1分55秒58佳績打破香港紀錄，繼17年再殺入決賽，最後決賽以1分54秒98觸池得第4，僅以0.2秒之差負2016年奧運200自銀牌得主絲祖唐，亦只較日本泳手池江璃花子保持1分54秒85的亞洲紀錄慢0.13秒。在100米自由泳何詩蓓持續保持勇態，準決賽游出53秒45，總成績並列第10名。

### 2019國際游泳聯賽
早於六月何詩蓓已在社交媒體宣布已加入泳隊「DC Trident」，出戰全新的職業賽事 - 國際游泳聯賽。十月她在美國印第安納波利斯舉行的首站賽事，便在200米自由泳與同隊的里約奧運4金得主列迪姬鬥法，以1分52秒88秒力壓隊友奪冠。其後也在100米自由泳添銀，加上4X100米自由泳接力的季軍，以1冠1亞1季謝幕，其中四項個人項目皆破港績。接下來的在義大利拿坡里的次站賽事何詩蓓再創佳績，在200米自由泳造出1分52.01秒，超越日本名將池江璃花子2018寫下年的短池亞洲紀錄，連續兩站封后。在100米自由泳亦游出較上站快逾半秒的51秒93名列季席，總結以1冠1亞2季完成今站賽事，她生涯刷新香港紀錄的次數也突破四十大關。
在美國大學公園市的第三站中，何詩蓓在50米蛙泳和200米自由式皆同時打破亞洲紀錄，其中50米蛙泳造出29秒88，打破了塵封近九年、在2010年由中國泳手趙瑾所創的短池亞洲紀錄（29秒90）。200米自由式的1分51秒99更在年終世界排名高踞第1，為香港第一人。此外，何詩蓓在100米自由泳和50米自由泳亦同創個人最佳時間，分別以51秒81和24秒09添一金一銀，合計以2冠1亞1季告別首季的國際游泳聯賽。憑2019年度的出色成績，何詩蓓獲知名游泳媒體《SwimSwam》評為「年度亞洲最佳女泳手」，打破六年來中國大陸和日本泳手的壟斷。

### 備戰東奧
2019年12月何詩蓓出戰美國游泳公開賽，在200米自由泳決賽A組力戰下以1分57秒14拼得一面銀牌，再於女子100米自由泳游出53秒87多添一面銅牌。2020年1月，何詩蓓在去年剛設立的國際泳聯冠軍游泳系列賽，以兩金兩銀完成深圳站賽事，包括100米自由泳泅出貼近個人最佳時間的53秒47封后，及在4×100男女混合泳接力賽奪冠。轉戰北京站後何詩蓓在100米自由泳取得兩連捷，距自己保持的港績僅差0.01秒，加上200米自由泳的銀牌，以3金3銀完成兩站賽事，名列獎牌榜次席。3月何詩蓓在美國艾奧華州參加TYR Pro Swim系列賽第3站賽事，以53.30秒刷新自己保持的100米自由泳香港紀錄，順利贏得冠軍。200米自由泳決賽則僅不敵美國名將列迪姬，以1分56.48秒掛銀。何詩蓓亦宣佈在次季擴大規模的國際游泳聯賽中，會加盟上届冠軍泳隊「Energy Standard」，力爭再創佳績。
東京奧運落實延期後，何詩蓓直言雖有心理準備，但失落在所難免。她在稍作休息後會重投訓練，亦勉勵大家保持奧運精神面對挑戰，並能在抗疫階段保持健康。其母校密歇根大學4月在官網上刊登何詩蓓的訪問，提到她心情如何隨時間轉變。現時她因運動場關閉而缺乏訓練場，會在家中做瑜珈及進行高強度訓練提升心跳率，並盼游泳及健身房早日重開以重投訓練。其後何詩蓓因疫情回港訓練，7月中在香港體育學院出戰隊內計時賽，在50米自由泳和100米自由泳分別游出24秒92及53秒44，僅比自己保持的香港紀錄稍慢0.07秒及0.14秒，足證狀態未受疫情影響，預計8月中與密歇根港隊戰友楊珍美、簡綽桐返回美國繼續訓練，惟最後未有成行。8月初何詩蓓再於體院出戰館內測試賽，單獨作賽下在女子200米自由泳造出1分54秒44，超越池江璃花子保持的亞洲紀錄（1分54秒85），暫時成為2020年世界最佳女子200自時間。惟測試賽並非香港業餘游泳總會認可賽事，因此紀錄不會獲得認可。事隔兩個月後，何詩蓓在10月初的館內測試賽50米自由泳以24秒79觸池，再泅出比自己保持的香港紀錄（24秒85）快的成績。

### 2020國際游泳聯賽
2020年10月中，何詩蓓赴匈牙利布達佩斯附近的瑪格麗特島出戰以「隔離泡泡」形式舉行的第二屆國際游泳聯賽，今屆轉投衛冕泳隊「Energy Standard」的何詩蓓，首站第一日賽事便在4×100米自由泳接力首棒錄得51秒59的分段時間助泳隊奪冠，一舉打破自己去年在國際游泳聯賽寫下的香港紀錄和池江璃花子的亞洲紀錄。隨後在非主項的400米自由泳，何詩蓓亦游出3分58秒58，只以0.15秒之差屈居亞軍，同時把何南慧的香港紀錄大幅推前逾7秒，為她保持的第16項港績。這也表示她同時坐擁長、短池50-400米自由泳的八項港績，為90年代名將伍劭斌後首人能達這里程碑。
次日何詩蓓在100米自由泳再創新猷，以51秒38得第2名，將昨天剛創下的亞洲紀錄再推前0.21秒，其後在200米自由泳亦造出1分51秒67大熱封后，打破自己持有的亞洲紀錄，亦是她第五十次刷新港績。最後在4×100米自由泳混合接力，何詩蓓泅出全場女將中最快的分段時間，泳隊亦以3分16秒22掄元。完成首站後「Energy Standard」總成績暫列第二，而何詩蓓的短池200米和100米自由泳時間分別升至名列史上第7和第9位。
在11月的第6站比賽，再度出戰的何詩蓓在4×100米自由泳接力負責首棒，以51秒14的時間率先觸池，以0.24秒之差改寫兩周前游出的亞洲紀錄，助「Energy Standard」以3分29秒08獨占鰲頭，在項目攀升至史上第6位。其後在400米自由泳何詩蓓亦造出3分58秒75，順利奪冠。在煞科日何詩蓓續保持上佳狀態，先在100米自由泳游出51.30秒勇奪第一，再於強項200米自由泳泅出1分51秒42掄元，刷新自己兩周前所創的亞洲紀錄，成為史上第五快的泳手，更在 "Jackpot" 的新制下把4-8名的積分及獎金皆收入囊中。加上最後在4×100米自由泳混合接力摘冠，獨取5冠下以61.5分力壓奧運冠軍兼隊友弗洛朗·馬納杜的58分，榮膺該站賽事的MVP，泳隊也奪得第一名。
不足一星期後何詩蓓續出戰泳隊的第三個賽日，她先在4×100米自由泳接力中帶領隊伍以3分29秒50贏出賽事，為唯一一位分段時間游入52秒內的泳手。再於400米自由泳以4分00秒58折桂，繼上站後再連奪兩冠。次日何詩蓓繼續游出亮麗成績，雖然在100米自由泳屈居隊友施祖唐之後，但在強項女子200米自由泳越戰越勇下以1分51.88秒取得第一，跨季未嘗一敗。最後在混合4×100自由泳接力何詩蓓夥同隊友游出3分15秒91奪魁，創下新的ISL紀錄，Energy Standard 亦勝出第七站賽事。在初賽最後一輪賽事，何詩蓓在首個賽日協助「Energy Standard」保持4×100米自由泳接力的不敗之身，再次成為全場最快的泳手。之後雖在400米自由泳憾負美國泳手Leah Smith，但次日何詩蓓於200米自由泳泅出1分51秒19的新亞洲紀錄，以超過2.5秒的壓倒性差距封后，進佔史上第四位，與世界紀錄僅相差0.76秒。隨後何詩蓓在混合4×100自由泳接力中負責壓軸一棒，再添一金，今站勝出後泳隊亦篤定躋身月中上演的準決賽。
到準決賽階段，以總成績第二名晉級的「Energy Standard」持續强勢表現，在4×100米自由泳接力何詩蓓夥同隊友造出3分25秒82，超越荷蘭隊在2014年短池世錦賽所創的世界紀錄（3分26秒53），惟由於四位選手國籍不同而未能被國際泳聯承認。其後在400米自由泳賽事，何詩蓓游出4分00秒10拿下次席，再一次負於Leah Smith之手，未能創下新紀錄。來到第二個賽日，何詩蓓在100米自由泳為泳隊先拔頭籌，以51秒12的時間率先觸池，一舉再創下新的亞洲及香港紀錄，為她第十度打破亞洲紀錄。之後何詩蓓乘勇出戰200米自由泳，泅出1分51秒36奪得第一，亦在混合4×100米自由泳接力游出51秒04的分段時間，並列女將之首，助泳隊以3分15秒56得第二。完成兩個賽日後，「Energy Standard」以首名姿態贏出準決賽，打入十一月尾舉行的總決賽。
至總決賽，首日何詩蓓先出戰4x100米自由泳接力，擔任第一棒下游出50秒94，較自己保持的舊亞洲紀錄快0.18秒，成為史上第三位冲破51秒大關的泳手。而其泳隊Energy Standard亦泅出3分25秒37保持跨季全勝紀錄，再次超越世界紀錄之餘，更打破上周造出的ISL紀錄。其後在400米自由泳何詩蓓以3分59秒69得第二，未能推前自己首站寫下的港績。完成第一個賽日後，Energy Standard 以239.5分暫列第二位，落後榜首27.5分。
來到最後一日賽事，何詩蓓在100米自由泳只能以51秒40屈居亞軍。但在強項200米自由泳她游出1分51秒11以大熱之態掄元，跨季九戰九勝，再次創下新亞洲紀錄，其時間僅次於世界紀錄保持者絲祖唐，升至史上第二，同時亦是四位連續兩季賽事皆在同一項目未逢敵手的泳手之一。在混合4×100米自由泳接力，何詩蓓壓軸游出51秒18，助泳隊以3分14秒21打破賽會紀錄封后，惟她所屬的 Energy Standard 以97分之差不敵 Cali Conders，衛冕失敗。何詩蓓本季累計九次打破亞洲紀錄，21次奪冠，在 MVP 總排名以250分位列第七，完美結束今年的國際游泳聯賽之旅。
12月，何詩蓓繼去年後再被國際游泳網站《SwimSwam》選為「年度亞洲女子最佳泳手」，連續兩年奪得殊榮。
何詩蓓自國際游泳聯賽回港後，繼續留在香港體育學院訓練。 2021年3月，她聯同其他港將參加香港游泳奧運計時賽，為自2020年1月以來，相隔十四個月再有本地游泳賽事上演。何詩蓓先在200米自由泳游出1分55秒81輕鬆掄元，為本年度世界第三快的時間。下午她再於100米自由泳錄得53秒34的成績率先觸池，距離自己的香港紀錄僅差0.04秒，暫時也位居世界第三，為備戰東奧寫下好開始。
4月，何詩蓓在2019年度香港傑出運動員選舉頒獎禮中，憑過去兩年的出色表現，繼2017年後第二度獲選為香港傑出運動員。她以池江璃花子抗癌成功，連奪兩張東奧接力入場券勉勵自己不能輕易放棄，希望能在奧運再有突破。一星期後，在第 64 屆體育節 - 香港長池游泳計時賽 II 裏，何詩蓓在200米自由泳又一次刷新港績，以1分54秒89重返今年世界排名第三。及後她轉戰50米自由泳亦再造出香港紀錄，以24秒83把自己保持的24秒85港績推前0.02秒，與奧運A標僅差0.06秒。
5月在香港長池游泳計時賽3中，何詩蓓改爲出戰50米與400米自由泳，並雙雙改寫香港紀錄。其中在50米自由泳以24秒59一舉超越奧運A標（24秒77），為個人第三項奧運個人項目入場券，400米自由泳也游出4分10秒87，為她第六十次創下香港紀錄。月底在奧運接力最後一個達標賽 - 第一組長池分齡游泳比賽中，為趕過月中在歐洲游泳錦標賽後領先的歐洲列强，何詩蓓在4×100米混合泳接力變陣出戰蝶泳，聯同歐鎧淳、楊珍美及譚凱琳游出4分01秒77，刷新當年由蔡曉慧、江忞懿、施幸余及韋漢娜在香港東亞運創下，塵封逾11年的香港紀錄。其中何詩蓓在蝶泳一棒游出56秒96，遠遠抛離韋漢娜58秒24的港績和東奧A標的57秒92（接力分段時間不會計算），甚至比應届歐洲100米蝶泳冠軍的57秒37更快。同時香港在該項的奧運排名也由第21位升上14，扣除十二支在世界游泳錦標賽獲取資格的隊伍後，港隊成功以第三位坐上東奧尾班車，為女隊第一次在奧運得到全部三項接力資格。
6月中，在香港長池游泳計時賽IV 何詩蓓只參加100米自由泳，並以52秒92大幅推前自己在去年3月寫下的53秒30港績，一躍成爲該項目的奧運爭牌份子，距離池江璃花子的亞洲記錄只相差0.13秒。她除了成爲歷來第三位在100米自由泳突破53秒大關的亞洲女將，更是今年世界上第五快的時間，在前三名皆爲澳洲泳手（每個國家只能派出兩位代表），而第四位的張雨霏專注於蝶泳而不會在奧運出戰100米自由泳下，何詩蓓有望衝擊獎牌。另外由於何詩蓓沒有報名參與月尾的長池分齡游泳賽，意味這是她赴東京前最後一項比賽，為備戰奧運打下强心針。

### 東京奧運兩銀佳績
7月，何詩蓓赴日參加東京奧運，出戰50米、100米和200米自由泳，及4×100米自由泳接力，原亦計劃出戰4×200米自由泳接力。7月28日晚，她率先在200米自由泳亮相，初賽游出1分56秒48，以總成績第八躋身準決賽，追平上屆成績。次日何詩蓓在準決賽把時間推前至1分55秒16，僅以0.3秒落後於澳洲泳手迪瑪絲，以第二名姿態晉級，成為首位香港游泳運動員殺入奧運游泳項目決賽。最終何詩蓓在200米自由泳決賽以1分53秒92完成獲得銀牌，在創下亞洲紀錄的同時，亦成為首位奪得奧運獎牌的香港游泳運動員。她的200米自由泳時間也位列史上第五，與世界紀錄相差不足一秒，更是歷來首位在奧運該項目殺入前兩名的亞洲泳將。
同日稍後港隊為了令何詩蓓有足夠休息，在餘下比賽衝擊50米及100米自由泳獎牌，宣布退出4×200米自由泳接力。而何詩蓓亦不負衆望，在夜晚的100米自由泳初賽繼續狀態大勇，造出52秒70的時間位列第二，並打破池江璃花子的亞績，成功一統100米及200米自由泳長池亞洲紀錄。次日早上，而何詩蓓於100米自由泳準決賽中，以52秒40的時間位列小組第一，再度推前亞洲紀錄，並以總成績第二晉身決賽。最終何詩蓓在100米自由泳決賽以52秒27完成獲得銀牌，再次打破自己在準決賽打破的亞洲紀錄，也是歷史上第六快的時間。
惟何詩蓓賽後背部負傷，即使在同日隨後的50米自由泳初賽中泅出24秒75，以第十五名取得準決賽資格。但因傷勢惡化，她隨即宣布棄戰翌日舉辦的準決賽，但仍會參與4×100米混合泳接力賽事，並與黃筠陶、楊珍美及鄭莉梅造出4分02秒86、以小組第7名，總成績13位，完成香港泳隊今屆的最後一項賽事。何詩蓓最終以兩個銀牌結束這次東京奧運之旅，寫下香港運動員在奧運的里程碑，也因此一戰成名而知名度急升。

### 2021國際游泳聯賽
自東京凱旋回港後，何詩蓓先後出席巴士巡遊、歡迎儀式，也有親臨太古廣場出席見面活動，及回到兒時就讀主日學的聖瑪加利大堂舉行分享會。短暫停留三周後她在8月22日出發前往意大利拿坡里，備戰26日起展開的第三季國際游泳聯賽，本季她會繼續留效 Energy Standard 泳隊，爭取重奪失落一屆的冠軍。
在首站賽事中，何詩蓓第一天便在50米自由泳造出23秒75位列第三，打破由日本泳手池江璃花子及中國的朱夢惠共同保持的23秒95短池亞洲紀錄，為她個人第六項亞績，另外她亦在400米自由泳和4×100米自由泳接力得亞軍，助泳隊首日以262.5分領先。次日何詩蓓續保持佳態，以51秒22和1分52秒88連贏100米及200米自由泳，在50米自由泳連續淘汰賽（Skins race)亦以第3名完賽。完成第一站後她在該站MVP排行榜以51分名列第二，僅次隊友絲祖唐，泳隊也以511.5分奪分站冠軍，打響頭炮。
稍休幾天後，何詩蓓再率領泳隊出戰第3站賽事，這次她在首日順利重奪4×100米自由泳接力冠軍，50米自由泳也進步至第二名，更於400米自由泳以4分02秒59封后。次日何詩蓓在強項100米和200米自由泳繼續所向披靡，分別游出51秒64和1分52秒82輕鬆掄元。在最後的50米自由泳連續淘汰賽她也有所突破，首次躋身決賽，並僅負隊友絲祖唐。總計兩日成績，何詩蓓憑四冠兩亞的佳績取得78分，以0.5分之微力壓絲祖唐榮膺賽站MVP，為她ISL生涯中第二次獲此殊榮。
經過四站的輪空，何詩蓓相隔兩周再在第8站上陣，首日她續持勇態，再次在400米自由泳及4×100米自由泳接力封后，其中在4×100米自由泳游出全場最快的51秒32，400米自由泳也寫下賽季最佳的4分0秒23。次日雖然她繼東京奧運後再於100米自由泳屈居澳洲名將麥基恩之後，但仍在200米自由泳順利以超過2秒半的差距贏出，泳隊也以20.5分之微連奪三站分站冠軍。
在月底的第9站，也是泳隊常規賽的最後一戰中何詩蓓狀態依然勇銳，先與隊友合力贏得4×100米自由泳，及後再獲400米自由泳冠軍，單日為泳隊進賬54分。次日她在100米自由泳復仇成功，以51秒32壓倒麥基恩奪冠，終結連續四次在100米自由泳不敵對手的記錄。其後在强項200米自由泳何詩蓓延續短池無敵的勢頭，游出1分52秒25，延續其橫跨3季的13連勝戰績，在本季四站中游出的時間也一站比一站快。最後她所屬的Energy Standard 泳隊以四站全勝的成績以榜首之態晉級十一月中舉行的準決賽，而在常規賽 MVP 排行榜中何詩蓓也以227分名列第五，較上季進步兩名。
11月中在準決賽第一站，何詩蓓先在4×100米自由泳接力首棒游出全場最快的51秒48，助泳隊順利奪冠。其後她繼ISL首季後再出戰50米蛙泳，游出29秒92得第4名，與自己保持的港績僅差0.04秒，在400米自由泳更以季度最快的3分59秒16封后，為泳隊進帳19分。次日何詩蓓先後在100米及200米自由泳以51秒46及1分51秒17奪冠，其中200米自由泳更以近四秒優勢贏出，最後在該站MVP排行榜名列第四，其泳隊就以11.5分之差屈居亞軍。
相隔一星期後，在第二場準決賽中何詩蓓繼續上站參賽模式，包括在4×100米自由泳接力再次負責首棒，游出全場最快分段時間下助泳隊贏得冠軍。之後50米蛙泳她以30秒06得第三，而在400米自由泳何詩蓓造出3分57秒06封后，既再推前香港紀錄，也成爲歷來第二快的亞洲泳手。來到第二天，何詩蓓先在100米自由泳登場，以51秒11力壓隊友絲祖唐奪冠，而在主項200米自由泳她則游出破大會紀錄及亞洲紀錄的1分50秒66，寫下史上第二快的時間，與世界紀錄僅差0.23秒。加上最後在50米自由泳連續淘汰賽的第六名，何詩蓓在分站MVP排行榜高居第二，全季的總排行榜也暫居次席。
在月底的最後一場準決賽，何詩蓓於4×100米自由泳接力改為負責第三棒，游出50秒70的分段時間，創下個人最佳之餘也是史上第九快的記錄。而在50米蛙泳何詩蓓本站以30秒00得第四，400米自由泳就游出3分58秒44率先觸池，寫下個人歷來第二好的成績。次日賽事，何詩蓓帶病上陣下在首先舉行的100米自由泳游出51秒13，本季第六度勝出該項目。接著在200米自由泳何詩蓓造出1分50秒65，以0.01秒之差再推前自己保持的大會及亞洲紀錄，也是她第七十次破香港紀錄，目前她在短池200米自由泳史上前十快的時間已獨佔六席。最後何詩蓓在分站MVP排行榜名列第三，而她所屬的Energy Standard 泳隊就以本站冠軍之態晉級決賽。
來到12月初的總決賽，何詩蓓先出戰4×100米自由泳接力，並在首棒游出自己本季最佳的51秒16，亦是全場最快時間，助泳隊在這項目連續七站掄元。接下來的50米蛙泳她也表現不俗，泅出29秒97得第六，同日稍後她在400米自由泳憑著最後五十米的衝刺，險勝對手0.11秒奪冠，為另一個單季七連勝的項目，其泳隊也在首日稍稍領先對手21分。進入第二天何詩蓓先聲奪人，在當日第一場賽事 - 100米自由泳便已强勢造出50秒79封后，本季第七次勝出該項，兼改寫自己的大會及亞洲紀錄。這是她第二十次刷新亞洲紀錄，也是歷來第六快的時間，及第十度打破短池100自港績。而在200米自由泳何詩蓓延續橫跨三季的無敵記錄，以1分51秒04締造17連勝的佳績。最後其泳隊Energy Standard以12分之微重奪桂冠，何詩蓓也在全季MVP總排行榜高踞第二，較去季進步五名，結束今季的旅程。

### 2021短池世錦賽：首個世界冠軍+世界記錄
稍休兩周後，何詩蓓再轉到阿布扎比，首度參加世界短池游泳錦標賽。在首天賽事她便出戰强項200米自由泳，她先在初賽以1分52秒86，並列首名的時間晉級。晚上何詩蓓更不負衆望，游出1分50秒31衝線，奪得個人首個世界冠軍，兼打破世界紀錄，兩樣皆創下香港游泳界的歷史。這也是何詩蓓短短兩年内第十度衝破短池200米自由泳港績，在這段期間内她把紀錄由1分55秒83大幅推前超過5秒，由香港紀錄變成亞洲紀錄，最後更寫下世界紀錄，成就這驕人的成績。
次日，何詩蓓在另一强項100米自由泳初賽率先游出51秒97，以總成績第1名泅入準決賽。其後她和伍棹然、何甄陶和譚凱琳聯手出戰男女混合4×100米自由泳接力，合力造出1分31秒33，以第五名殺入決賽。這是短池世錦賽在16年起設立混合接力項目以來港隊首次打入決賽，同時游出的時間也超越了泳總定下的香港紀錄目標時間1分32秒79，成功創下該項目首個港績，也是何詩蓓首個短池接力紀錄。同日晚上何詩蓓於100米自由泳準決賽以51秒82秒完成賽事，順利以第二名躋身決賽，力爭第二面金牌。而稍休不足一小時後，她再夥拍原班人馬在男女混合4×100米自由泳接力決賽與一衆游泳强國一決高下，結果在何詩蓓爆發出23秒42的分段時間，加上何甄陶全場第二快的20秒61分段下，他們再把港績推前近一秒至1分30秒43，以第七名完賽，追平港隊在世錦賽接力的最好成績。
來到第三天賽事，何詩蓓養精蓄銳，集中在晚上的100米自由泳決賽，結果也順利以破大會紀錄的50秒98再添一金，成為長、短池世錦賽史上首位能夠在同一屆賽事包攬100米及200米自由泳冠軍的女泳手，再創歷史。休息一晚後，便來到她最後一項個人項目 - 400米自由泳，而她亦輕鬆游出4分02秒57，以總成績第四名晉身決賽。晚上，何詩蓓在決賽造出3分58秒12，收穫一面銅牌，以兩金一銅結束她今屆的個人項目。此後兩天何詩蓓並未再出戰接力項目，最後她以2金1銅被大會選爲全場最佳女泳手，並同時稱霸本屆獎金榜，冠絕同儕。
月底何詩蓓再獲國際游泳網站《SwimSwam》選為2021年度亞洲女子最佳泳手，為連續第三年得此獎項。

### 因傷退出世錦賽
2022年初，因應香港第五波疫情，何詩蓓也被困在港而缺乏比賽的機會，到五月底的環地中海系列賽時她原定終於能出戰賽事，卻意外跌倒扭傷足踝，被逼退出三站泳賽，希望能趕及在六月底的長池世錦賽前康復。但最後到世錦賽時何詩蓓仍未痊癒，在其主項200米自由泳開賽前數小時宣佈退賽，隨後回港養傷。在此期間，她先獲選為國際泳聯的新一屆運動員委員會成員，也在香港政府新一期授勳名單中榜上有名，榮獲銀紫荊星章，表揚她在東京奧運的傑出成績。
八月何詩蓓終於復出，參加她自去年十二月以來首項賽事，更是東京奧運後首場長池賽。她在香港公開游泳錦標賽先在200米自由泳游出1分56秒47，達明年長池世錦賽的A標，這時間也足夠在剛過去的世錦賽中取得第四名。次日她更在400米自由泳決賽以4分08秒64刷新自己的港績，再添一項A標，這除了是她歷來第七十五次破港績外，更意味著她由2011年起，連續十二年都能在香港記錄冊上再創新猷。最後她於女子4x100米接力首棒造出53秒97，成功儲齊100-200-400米自由泳的A標，為下半年的國際比賽打下强心針。月底，何詩蓓在2021年度香港傑出運動員選舉頒獎禮裏，不僅第三度當選傑出運動員，更大熱成獲得最高榮譽的「星中之星」，為她去年的傑出成就再添一筆。
九月初，何詩蓓在香港短池游泳計時賽為自己再添一項港績，首日她在100米混合泳游出59秒45，以超過一秒的差距刷新施幸余1分00秒63的香港紀錄，為她個人第十九項打破過的香港紀錄，同時也達世錦賽A標。次日賽事中，她也先在50米自由泳游出24秒55，繼而在200米混合泳以2分08秒03再游出A標時間，至今已在世錦賽達標期内於七個項目游出A標。同時她在兩日内三戰全勝，預備好迎接十月份開始的短池世界盃賽事。

### 2022年世界盃：7金1銅
由2022年10月21日起，何詩蓓一連三日出戰短池游泳世界盃德國柏林站，為她繼14年的香港站後，事隔八年再度出戰世界盃賽事。她先後在400、200和100米自由泳賽事連奪三金，以58.5分力壓同為三金得主的美國泳手Beata Nelson的57.3分，贏得女子全場總冠軍。其中何詩蓓在400米自由泳游出3分56秒52，打破自己去年創下的香港記錄，200米自由泳的1分51秒36也僅和自己保持的世界記錄相差一秒。
相隔一周後，何詩蓓轉戰多倫多站。其中她在400米自由泳不敵美國名將列迪姬和炙手可熱的加拿大新星麥堅杜舒，收獲一面銅牌。但她在200米和100米自由泳都成功再下一城封后，兼雙雙造出比上站更快的時間，最後以總成績第五完成多倫多站。總計兩站成績Beata Nelson以115.6分反超暫列榜首，何詩蓓就以112.9分位列第二。
在壓軸的印第安納波利站，何詩蓓由400米自由泳改為出戰50米自由泳，以23秒88屈居第四。但她在200米和100米自由泳都輕鬆奪冠，取得三連霸（Triple Crown）的金冠。其中她在100米自由泳游出51秒正，打破美國公開記錄，200米自由泳的1分51秒19也令她在歷史上頭15快的時間中獨占11席。總結三站賽事何詩蓓共獲7金1銅，在總排行榜以165.9分獲得亞軍。

### 2022世界短池游泳錦標賽：1金1銀
12月，何詩蓓赴澳洲墨爾本，第二度參加短池游泳世錦賽，並只出戰了100米和200米自由泳兩個項目，棄戰了上屆奪銅的400米自由泳和所有的接力項目。在首先舉行的100米自由泳中，何詩蓓自東京奧運以來首度遇上澳洲泳手麥基恩，在這場奧運決賽翻版戰中何詩蓓游出50秒87摘下銀牌，以0.1秒之差再一次憾負對手，但仍為自己歷來第二快的時間，與自身保持的亞洲記錄相距只有0.08秒。
稍休幾天後，何詩蓓在壓軸一天出戰200米自由泳決賽，被編在第五線的何詩蓓在決賽游出1分51秒65，順利贏得金牌，為女子選手中除了加拿大的麥妮爾外，唯一能衛冕成功的上屆冠軍。總結整個賽事，何詩蓓順利以1金1銀完成墨爾本之旅。

### 再戰長池舞臺
2023年3月，何詩蓓在美國舉行的TYR Pro Swim系列賽中亮相，是她東京奧運後超過一年半以來首個海外長池賽事。何詩蓓賽事中率先在400米自由泳游出4分05秒84奪亞，把自己的港績推前近三秒，在巴黎奧運達標期開始後第二日便成功達A標，取得奧運門票，同時這也令她自2011年起，連續十三年都能成功刷新香港紀錄。同日她在100米蛙泳也造出1分07秒83，成爲歷來第二快的香港泳手，與港績只差0.14秒。
次日何詩蓓在200米自由泳游出1分55秒53得季軍，成功鎖定第二個奧運資格，也是她奧運以來最快的時間。另外，她更在50米蛙泳以31秒21打破江忞懿的香港紀錄，為她首個長池蛙泳記錄，也是她歷來第二十個保持過的港績項目。加上最後一日她在50米自由泳中以24秒85再添一銅，總結三天以一銀三銅、三個PB、兩項A標、兩項港績結束賽事，為新年度的賽季寫下好開始。
4月中，何詩蓓回港參加長池游泳計時賽，她先在首日賽事以58秒12打破韋漢娜保持14年之久的100米蝶泳港績，為她首個蝶泳紀錄，至今已先後在自由、蛙、蝶、混合泳記錄上留名。這也是何詩蓓歷來第80次改寫香港記錄，在港將中僅次施幸余。同日何詩蓓在50米自由泳造出24秒74，繼100蝶後在一天内兩達奧運B標，為她歷來第二快的50自時間，與A標時間僅差0.04秒。次日何詩蓓在100米自由泳洇出53秒10達奧運A標，繼200米、400米自由泳後再下一城，時間更暫列今年全球第一，也是何詩蓓自東京奧運以來最快的時間。

### 環地中海游泳系列賽：女子組總冠軍
5月，何詩蓓隨港隊出戰環地中海游泳系列賽，為她繼2019年後再度參加賽事。法國卡內舉行的首站比賽中，何詩蓓首日先在50米自由泳決賽游出24秒56摘銀，相隔兩年再刷新自己的港績，兼達奧運A標，為她個人第四張奧運入場卷。其後在200米自由泳她以1分55秒42奪金，繼上月後又一次推前自己奧運後的最佳時間。次日賽事她集中火力在100米自由泳賽事，最後泅出52秒85再奪一金，暫列今年全球第三位，也是她在奧運以外游過的最快時間，為之後的兩站寫下好開始。
兩日後何詩蓓續戰巴塞隆拿站，在首日的100米自由泳中她游出52秒50，以超過一秒的優勢輕鬆封后，這也是她歷來第三快的時間，僅在奧運準決賽和決賽的兩槍之後，也重奪本年度全球第一的寶座。次日，她在50米和200米自由泳分別以24秒67和1分55秒56奪金再添兩金，並憑著100米自的時間成爲該站賽事的最高積分泳員，兼在兩站合計的總排行榜領先，完美結束第二站的賽事。
在壓軸的摩納哥站中，何詩蓓延續强勢，在100米、200米自由泳分別以52秒88和1分55秒03奪金，雙雙達成達成連贏三站的創舉，其中她在200米自由泳更游出破大會紀錄的時間封后，也是今年全球第三快的時間。總結三站成績，何詩蓓以超過70分的優勢壓倒南非選手拉拉·范尼凯克，成爲本年度環地中海游泳系列賽的女子組總冠軍，也是歷來第四位贏得此殊榮的亞洲泳手。

### 2023年世界游泳世錦賽：香港歷來首面獎牌
6月，何詩蓓參加在意大利舉行的 Settle Colli Trophy，她在開鑼日的200米自由泳泅出個人季度最佳時間的1分54秒77，也是她自東奧以來最快的時間，及近兩年來首度突破1分55秒大關，令她的世界排名升至第四位。次日，她在100米自由泳再添一金，同時以52秒64打破大會紀錄，為她個人歷來第四快的時間，也是她今季第四度游進53秒，最後她以24秒65在50米自由泳得第四，結束世錦賽前的最後備戰。 
7月在日本福岡舉行的世錦賽，首日賽事中何詩蓓聯同鄭莉梅、譚凱琳及歐鎧淳出戰4x100米自由泳接力，為她四年來首度參加長池接力項目。憑著何詩蓓在第二棒游出全場第五快分段時間的52.59，港隊最後以游出3分39秒93排第12位，以0.01秒之差打破自己14年在仁川亞運有份創下的舊港績，為世錦賽寫下好開始。
何詩蓓其後出戰200米自由泳比賽，力爭個人首面長池世錦賽獎牌。她先於初賽游出1分56秒56，以總成績第四名晉級準決賽
；再於準決賽游出總成績第五的1分55秒48，繼17、19年世錦賽後第三度殺入決賽。決賽當中，面對加拿大的世青紀錄保持者麥堅杜舒，澳洲超級新星奧卡拉瑾和宿敵——東京奧運金牌得主迪瑪絲，即使何詩蓓游出1分53秒96，距離個人最佳成績的亞洲紀錄僅0.04秒，仍然不敵破世界紀錄，奧卡拉瑾的1分52秒85，造出個人最佳成績的迪瑪絲1分53秒01，以及後來居上刷新世青紀錄的麥堅杜舒的1分53秒65，繼17年的第五、19年的第四後再度與獎牌刷身而過。
失利過後，何詩蓓轉戰另一主項——100米自由泳。在初賽當中，何詩蓓以53秒15排初賽首名晉級，其後於準決賽造出52秒90排總成績第三名晉級決賽。首次晉級100米自由泳決賽，何詩蓓在50米轉池時以24秒87首名轉身，然而在最後20米左右被衛冕冠軍奧卡拉瑾趕過，最終慢奧卡拉瑾0.33秒，泅出52秒49的個人本季最佳成績列第二名。她在兩年前的同一天奪下東京奧運首面銀牌，兩年後同一天成功奪下個人第一面長池世錦賽銀牌，亦是香港泳壇史上第一面長池世錦賽獎牌。
在最後一天何詩蓓與歐鎧淳、譚凱琳及鄭莉梅在4x100米混合泳接力游出4分04秒89位列第十六位，保持取得巴黎奧運席位的希望。其中何詩蓓在蛙泳游出個人最佳分段時間的1分07秒49，為她相隔六年後再度在世錦賽負責蛙泳一棒。

### 2023年亞運會：2金1銀3銅
8月底，在香港公開游泳錦標賽何詩蓓寓賽於操，為亞運作最後備戰。她在個人項目只參加了50米自由泳，並以24秒44再度打破自己三個月前才剛刷新的港績，成爲歷來第六快的亞洲泳手。另外她也在4x100米混合泳接力繼續游蛙泳，並以1分06秒77的分段時間再創PB，首度突破1分7秒正的大關，為亞運打下强心針。
9月底，何詩蓓相隔九年後再度出戰亞運，並參加四項個人和接力賽事。她在首日已經三破港績，收穫兩面銅牌。當中包括在50米蛙泳初賽、決賽分別游出30秒46和30秒36，把自己今年才剛改寫的香港紀錄大幅推前0.85秒，生涯首次在國際賽事參與蛙泳項目便已經奪牌而回，也令她成爲50蛙歷來第四快的亞洲泳手，兼有史以來第三位在亞運獲得個人項目獎牌的游泳港將。在壓軸的4x100米自由泳接力中，何詩蓓繼7月世錦賽後再與歐鎧淳、譚凱琳及鄭莉梅聯手出擊，並把當時以0.01秒之微刷新的港績以超過0.8秒的差距再度打破。其中她在第二棒游出個人最佳的51.92秒分段時間，為她首次突破52秒大關，也以超過1.1秒的壓倒性距離造出全場最快的分段時間，助港隊最後以3:39.10再添一面銅牌。
次日，何詩蓓在強項200米自由泳以1分54秒12的壓倒性姿態封后，比次名選手快近兩秒，也爲香港奪得歷來第一塊亞運游泳金牌。其時間也以超過2.5秒之差刷新大會記錄，距離自己的亞洲記錄相距也只有0.2秒，足見她在這項目的統治力。奪取第一面金牌後翌日，她接戰另一強項100米自由泳，先於早上的初賽以54.27秒首名出線，再於晚上的決賽以52.17秒，刷新個人保持的亞洲紀錄52.27秒，再添一面金牌，在歷來亞洲泳手100自的排名中，前十一位的時間有十席都由何詩蓓所游出。這也是何詩蓓自21年後再破亞洲記錄，證明她仍有能力在主項再創新猷，同時為她第80次改寫個人項目的港績。
休息一天後，何詩蓓在第五天再參加50自和4x200米自由泳接力。她先在50米自由泳游出24秒34摘銀，繼上月後再破港績，也是她今年内第三次刷新香港紀錄，及第十度打破長池50自港績。稍後她也聯同歐鎧淳、鄭渝及鄭莉梅以8分02秒42打破九年前在仁川亞運造出的港績，兼創下她歷來第五十次香港長池記錄，惟仍以兩秒之差不敵韓國得第四。
壓軸一日，何詩蓓出戰4x100米混合泳接力，並再次負責蛙泳一棒，把自己的最佳分段時間大幅推前至1分06秒03，這成績即使放在今年世錦賽接力也只有兩人游出比她更快的分段時間，也比亞運100蛙冠軍的1分06秒81快近0.8秒。最後在中國（初賽）和新加坡（決賽）先後遭DQ下，香港以4分01秒72得第三，同時也打破兩年前寫下的港績。何詩蓓也分別在兩次紀錄中分別擔任蝶泳和蛙泳一幫，展示了她的全能，這也是她第九十次破香港紀錄。總結整個賽事何詩蓓共獲兩金一銀三銅，為歷來單屆亞運獲最多獎牌的港將。

### 2023年世界盃：6金2銀1銅
完成亞運後只相隔一周，何詩蓓又馬不停蹄地趕往柏林，參加一連三站的游泳世界盃，為她連續兩年亮相。在首站賽事中，何詩蓓便在兩破香港紀錄、大會記錄下收穫2金1銅。其中在100米自由泳她以52秒02再次刷新自己12日前才剛改寫的亞洲記錄，為今年全球最快的100自時間，兼成爲歷史上第三快的泳手，這也同時是她第十一次打破長池100自港績，為她打破次數最多的香港紀錄。另外，她也在400米自由泳以4分05秒30摘銅，推前自己今年3月寫下的港績，在200米自由泳也游出1分55秒10，以超過一秒優勢輕鬆封后。總結三日賽事，何詩蓓以54.1分奪得分站季軍，繼續迎接接下來的兩站。
在雅典舉行的第二站中，何詩蓓再次在100米、200米自由泳奪冠，其中在200米自由泳更以1分55秒05連續兩站打破大會記錄。另外她今站也由400米自由泳轉戰50米蛙泳，並游出平香港紀錄的30秒36得第二，僅次世界紀錄保持者魯塔·美露泰，更在約十分鐘内再出戰100米自由泳，惟仍能力壓一衆好手封后。憑著兩金一銀的成績，何詩蓓以55.8分再次獲分站季軍，比上星期進步1.7分，並以總成績第三迎接在布達佩斯舉行的最後一站。
在壓軸的布達佩斯站中，何詩蓓成功在100和200米自由泳雙雙達成三連冠的壯舉，得到名爲“The Crown"的一萬美元獎金。其中她在200自以1分54秒08再破大會記錄，為她連續三站刷新世界盃記錄，也是她繼7月世錦賽的1分53秒96，9月亞運的1分54秒12後，第三度逼近自己1分53秒92的亞洲記錄，在她游泳生涯中前五快的200自時間中，有四次都在今年内游出。另外100米自由泳何詩蓓也游出52秒24，單是過去1個月内已經三度游出比自己東奧創下的亞洲紀錄更快的成績，在今年世界100自的頭十快時間中她也獨佔五席，為奧運爭金打下强心針。
在兩項主項以外，何詩蓓今站挑戰50米自由泳，意味著她三站賽事中都出戰不同副項，但她也繼柏林的400自、雅典的50蛙後再締造香港紀錄，游出24秒30收穫一塊銀牌，把不足一個月前在亞運創下的港績再推前0.04秒。這是她今年内第四度刷新50自港績，也是她由2013年首次打破這項目的香港紀錄以來，第十一次創下新猷，橫跨超過十年的時間也在何詩蓓所擁有的港績中名列第一。最後何詩蓓以兩金一銀的成績的56.5分，連續三站進步下奪分站亞軍，比前兩站的季軍再進一級。同時合計三站收穫的六金兩銀一銅，她也憑著總成績166.4分，以0.2分之微壓過張雨霏得到全場總亞軍及7萬美元的獎金，繼去年後再躋身世界盃總成績三甲。

### 美國公開游泳錦標賽：3金1銅
休季過後，何詩蓓在12月初到美國進行高原訓練，並隨後出戰美國公開游泳錦標賽。她在首日雙賽下先在女子400米自由泳游出4分06.32秒，後上摘下銅牌，再於50米自由泳名列第5。
次日，何詩蓓先在强項200米自由泳以1分54秒20改寫賽會紀錄奪冠，成為首位贏得美國公開賽的香港泳手。其時間比自己的亞洲記錄僅差0.28秒，為她今年第五度游入1分54秒大關，在她歷來頭11快的200自時間中，有八次都在今年游出，足見她的狀態。而相隔不足十五分鐘後，何詩蓓在100米蛙泳泅出1分06秒05，以0.15秒力壓該項目的東奧金牌得主，美國的積及比，同時也以超過1.5秒的差距刷新江忞懿七年前的港績，為她第22項打破過的香港紀錄，也是她第五項奧運A標。
壓軸一日，何詩蓓在100米自由泳再破大會記錄，游出52秒94拿下個人第3面金牌，這也是她年内第十一次在100自游出53秒内的時間，相比之下今年世界上並沒有第二位泳手能游入53秒多過五次，可見她維持狀態能力之强。結果她首次參加美國公開游泳錦標賽便順利以3金1銅謝幕。
總結2023年何詩蓓共18次打破香港紀錄，除了主項的100自再破亞洲記錄兼位居年度第一外，50自、400自都再創新猷，亦在蛙泳、蝶泳等多次刷新港績，更盡破所有女子長池接力港績。大賽方面她在世錦賽、亞運、世界盃等也穿金戴銀，創下多個歷史，繼續迎向來年的奧運。

### 2024年世界游泳錦標賽：1金1銀1銅
2024年2月，何詩蓓在赴多哈世錦賽前，先在港出戰短池分齡游泳錦標賽。其中她近九年以來首度參加短池100蛙項目，便以1分04秒48刷新江忞懿塵封15年的香港紀錄，也是歷來第六快的亞洲泳手。這除了意味何詩蓓一統短池蛙泳港績外，亦為她第十項個人短池港績，及她第23項打破過的港績，可見她的全能性。另外她在4x50米自由泳也游出23秒90的分段時間，為接下來的世錦賽壯行色。
月中，何詩蓓在世錦賽首先出戰非主項的100米蛙泳，為她歷來首次在國際大賽參加蛙泳項目。她順利在初賽和準決賽分別游出1分07秒41和1分06秒41晉級，並在半小時内連戰200自準決賽決賽和100蛙決賽，最後仍能以1分05秒92打破香港紀錄，勇奪銅牌。
次日晚上，何詩蓓在200米自由泳決賽以1分54秒89大熱封后，第四度打入200自決賽終一嘗登上頒獎台滋味，贏得她個人第一面金牌，也是香港歷來首位長池世錦賽冠軍。這也是她歷來第十次游入1分55秒大關，為第三位達此里程碑的選手。兩日後，何詩蓓在100米自由泳打入她個人今屆第三項決賽，惟以52秒56不敵創下個人最佳時間的荷蘭泳手史甸貝根，連續兩年取得銀牌。
壓軸一天，她在4×100米混合泳接力與歐鎧淳、簡綽桐及鄭莉梅游出4分02秒34，以第六名殺入決賽，為港隊歷史上首次在女子接力打入長池世錦決賽，同時也取得奧運資格，最後在決賽四人游出4分03秒15得第八 。總結整個比賽，何詩蓓儲齊金銀銅三色獎牌，繼續劍指巴黎奧運。

### 備戰巴黎奧運：三奪星中之星
完成世錦賽後，何詩蓓繼續為奧運作準備，包括4月在美國聖安東尼奧出戰「2024 TYR Pro Swim Series」，當中中她在100米自由泳以52秒74掄元，200自也游出季度最佳成績的1分54秒52，壓倒名將列迪姬再奪一金，也是她歷來第七快的成績，最後100蝶則以58秒64名列第七。
回港後，何詩蓓在4月底的香港傑出運動員選舉大熱成為十大傑出運動員之一，更連續三年當選最高榮譽的「星中之星」。5月初在香港長池游泳邀請計時賽中，何詩蓓歷來首次出戰800米自由泳項目，便泅出8分39秒93刷新由歐鎧淳保持，塵封了16年之久的香港紀錄，也是她歷來第24項打破過的港績。

### 2024環地中海游泳系列賽：成功衛冕總冠軍
五月底，何詩蓓繼去年後再度參加環地中海游泳賽。在法國卡內舉行的首站賽事中，她在100米、200米自由泳和100米蛙泳連奪三金，並憑100自的52秒55取得952分，成爲分站最高分泳手，也是她2024年造出的最快時間，為力爭衛冕總冠軍寶座打響頭炮。
來到巴塞隆拿舉行的第二站，何詩蓓在100自、200自繼續力壓一衆對手摘金，其中在200米自由泳游出1分54秒57的不俗成績，更打破塵封十二年的系列賽記錄，今年已先後三次游進1分55秒内。她在50自也造出季度最佳的24秒64，增添一面銀牌，並最後以200自的955分奪分站總亞軍。
在壓軸的摩納哥站，何詩蓓在100、200自分別游出52秒72和1分54秒57，成功達成連贏三站的壯舉，其中在200自更繼上站後再刷新系列賽紀錄，並以200自的956分位列分站總成績第二。總計三站賽事，何詩蓓一共擸走7金1銀，並以總成績2863分成功衛冕系列賽女子組總冠軍，成爲歷來第二位能連贏兩屆環地中海系列賽的女子泳手，繼續朝奧運的目標進發。

### 巴黎奧運兩銅佳績
2024年6月，何詩蓓參加意大利的 Settle Colli Trophy 比賽，作爲奧運前的最後備戰。其中她在200自以1分55秒35勇奪金牌，至於100自由泳就游出52秒78，以0.21秒之微屈居亞軍。在奧運參賽項目上，何詩蓓也決定集中在100自和200自兩大主項，並不會出戰50自、400自、100蛙等達標項目。
2024年7月，何詩蓓擔任2024巴黎奧運開幕禮的港隊持旗手。7月29日，何詩蓓於200米自由泳項目中以1分54秒55奪得銅牌。另外，何詩蓓亦於8月1日的100米自由泳項目中以52秒33獲得銅牌，累計取得個人第三及第四面奧運獎牌，成爲歷來獲得最多奧運獎牌的香港運動員，也是首位連續兩屆站上奧運頒獎台的港將。

### 2024年世界盃：5金2銀2銅
奧運後經過近3個月的休息，何詩蓓在10月中的游泳世界盃再度披上戰袍，連續三年參加這項賽事。在開鑼的上海站中，何詩蓓在100自和200自分別以51秒89及1分51秒46奪金，延續在這兩個項目橫跨三季，合計七站全勝的佳績。另外，她亦在50米蛙泳以29秒74得第三，刷新由自己保持的香港紀錄，為她相隔五年後再創新猷。總計三日成績，何詩蓓以53.2分取得分站總季軍，為之後的兩站打響頭炮。
在相隔不足一周的南韓仁川站，何詩蓓在主項的100、200自延續强勢，以51秒73和1分51秒02連續兩站奪冠，時間較上站再有進步。其中200自何詩蓓更游出歷史第六快的時間，令她在史上前十成績中獨佔八席。另外何詩蓓在400自也游出3分58秒06得銀牌，為她個人歷來第三快的成績。整站賽事合計何詩蓓以兩金一銀取得56分，繼上站後再奪分站季軍。
來到壓軸的新加坡站，何詩蓓先在50自以24秒奪得銅牌，再再200自以1分51秒80達成連贏三站的壯舉，參加世界杯三年以來在這項目依然未逢敵手。雖然她在最後一日的100米自由泳不敵狀態大勇的美國名將道格拉斯得銀牌，但時間上也以51秒56寫下三站最快的成績。同時合計三站賽事，何詩蓓共摘5金2銀2銅謝幕，並以160.7分獲系列總季軍，連續三年位列世界杯總成績頭三位。

### 2024世界短池游泳錦標賽：200自三連霸，百次打破港績
12月，何詩蓓遠赴布達佩斯，第三度參加世界短池游泳錦標賽。在首項參加的100米自由泳賽事中，何詩蓓雖然做出今年個人最快時間的51秒41，但仍以0.68秒之差屈居第四，未能連續三屆賽事站上頒獎台。之後何詩蓓收拾心情，在男女混合4×50米自由泳接力賽夥拍何甄陶、古逸豪及李芯瑤殺入決賽，並在決賽以1分30秒40得第七名，打破兩年前同樣在短池世錦賽創下的香港紀錄，也追平香港歷來在世錦賽最好的接力成績。這也是何詩蓓歷來第100次刷新香港紀錄，為繼施幸余後第二人，寫下又一個里程碑。
在比賽壓軸一日，何詩蓓在主項200米自由泳以由頭帶到尾的姿態游出1分50秒62封后，達成三連霸的壯舉，也是歷來首位能在世錦賽連贏三屆200自的泳手，完美結束今屆賽事。其時間也是歷來第三快的200自成績，僅次於自己保持的世界記錄和絲祖唐的前世界紀錄，在歷史前11快的短池200自時間中何詩蓓已獨佔九席，可見她在這項目的壟斷性。

### 環地中海游泳系列賽2025
2025年4月，何詩蓓休息數月後復出，參與香港長池游泳計時賽，並以1分08秒49輕鬆贏得冠軍，並表示下定決心繼續挑戰自我游下去。月底，她也在香港傑出運動員選舉中第六度當選傑出運動員。
5月，何詩蓓赴海外參加環地中海游泳系列賽。在摩納哥舉行的首站中，她在100米自由泳和200米自由泳分別以53秒58和1分56秒45力壓群雄封后，個人以兩面金牌完成摩納哥站賽事。

## 游泳紀錄
截至2024年12月13日，何詩蓓共1次打破世界紀錄、23次打破亞洲紀錄（6次長池、17次短池），100次打破香港紀錄（58次長池、42次短池），包括10次接力記錄，現時保持著1項世界紀錄、5項亞洲紀錄（曾保持6項）、23項香港紀錄（曾保持24項）；另保持5項香港青年紀錄（曾保持12項）、5項15-17歲分齡紀錄（曾保持12項）、4項13-14歲分齡紀錄（曾保持13項）、4項11-12歲分齡紀錄（曾保持7項）和7項10歲或以下分齡紀錄（曾保持12項）
：
| No.                          | 種類     | 項目                                                                | 時間                 | 比賽日期                       |
| 香港紀錄                     | 香港紀錄 | 香港紀錄                                                            | 香港紀錄             | 香港紀錄                       |
| ---------------------------- | -------- | ------------------------------------------------------------------- | -------------------- | ------------------------------ |
| 1                            | 短池     | 50米自由泳                                                          | 23.75（亞洲紀錄）    | 2021年8月26日                  |
| 2                            | 短池     | 100米自由泳                                                         | 50.79 （亞洲紀錄）   | 2021年12月4日                  |
| 3                            | 短池     | 200米自由泳                                                         | 1:50.31 （世界紀錄） | 2021年12月16日                 |
| 4                            | 短池     | 400米自由泳                                                         | 3:56.52              | 2022年10月21日                 |
| 5                            | 短池     | 50米蛙泳                                                            | 29.74                | 2024年10月20日                 |
| 6                            | 短池     | 100米蛙泳                                                           | 1:04.48              | 2024年2月3日                   |
| 7                            | 短池     | 200米蛙泳                                                           | 2:23.46              | 2014年2月23日                  |
| 8                            | 短池     | 100米個人混合四式                                                   | 59.45                | 2022年9月3日                   |
| 9                            | 短池     | 200米個人混合四式                                                   | 2:07.65              | 2019年10月6日                  |
| 10                           | 短池     | 400米個人混合四式                                                   | 4:42.32              | 2014年2月23日                  |
| 11                           | 短池     | 男女混合4×50米自由泳接力 （香港隊－何甄陶、古逸豪、何詩蓓、李芯瑤） | 1:30.40              | 2024年12月13日                 |
| 12                           | 長池     | 50米自由泳                                                          | 24.30                | 2023年10月21日                 |
| 13                           | 長池     | 100米自由泳                                                         | 52.02（亞洲紀錄）    | 2023年10月9日                  |
| 14                           | 長池     | 200米自由泳                                                         | 1:53.92（亞洲紀錄）  | 2021年7月28日                  |
| 15                           | 長池     | 400米自由泳                                                         | 4:05.30              | 2023年10月7日                  |
| 16                           | 長池     | 800米自由泳                                                         | 8:39.93              | 2024年5月11日                  |
| 17                           | 長池     | 50米蛙泳                                                            | 30.36                | 2023年9月24日 / 2023年10月15日 |
| 18                           | 長池     | 100米蛙泳                                                           | 1:05.92              | 2024年2月13日                  |
| 19                           | 長池     | 100米蝶泳                                                           | 58.12                | 2023年4月15日                  |
| 20                           | 長池     | 200米個人混合四式                                                   | 2:12.10              | 2017年6月5日                   |
| 21                           | 長池     | 4×100米自由泳接力 （香港隊－鄭莉梅、何詩蓓、譚凱琳、歐鎧淳）        | 3:39.10              | 2023年9月24日                  |
| 22                           | 長池     | 4×200米自由泳接力 （香港隊－鄭渝、何詩蓓、鄭莉梅、歐鎧淳）          | 8:02.42              | 2023年9月28日                  |
| 23                           | 長池     | 4×100米混合泳接力 （香港隊－歐鎧淳、何詩蓓、簡綽桐、譚凱琳）        | 4:01.72              | 2023年9月29日                  |
| 曾保持香港紀錄               |          |                                                                     |                      |                                |
| 1                            | 長池     | 400米個人混合四式                                                   | 4:51.30              | 2013年10月14日                 |
| 青年紀錄（16歲以下）         |          |                                                                     |                      |                                |
| 1                            | 短池     | 200米個人混合四式                                                   | 2:13.68              | 2012年3月18日                  |
| 2                            | 長池     | 100米自由泳                                                         | 54.47                | 2013年8月29日                  |
| 3                            | 長池     | 200米自由泳                                                         | 1:59.77              | 2013年10月12日                 |
| 4                            | 長池     | 200米個人混合四式                                                   | 2:13.35              | 2013年10月11日                 |
| 5                            | 長池     | 400米個人混合四式                                                   | 4:51.30              | 2013年10月14日                 |
| 曾保持青年紀錄（16歲以下）   |          |                                                                     |                      |                                |
| 1                            | 短池     | 50米自由泳                                                          | 25.30                | 2012年3月18日                  |
| 2                            | 短池     | 100米自由泳                                                         | 54.45                | 2013年8月2日                   |
| 3                            | 短池     | 200米自由泳                                                         | 1:59.88              | 2013年3月16日                  |
| 4                            | 短池     | 200米蛙泳                                                           | 2:29.32              | 2013年2月23日                  |
| 5                            | 短池     | 100米個人混合四式                                                   | 1:02.54              | 2013年3月16日                  |
| 6                            | 短池     | 400米個人混合四式                                                   | 4:43.49              | 2011年3月12日                  |
| 7                            | 長池     | 50米自由泳                                                          | 25.38                | 2013年8月31日                  |
| 分齡紀錄（15-17歲）          |          |                                                                     |                      |                                |
| 1                            | 短池     | 200米蛙泳                                                           | 2:23.46              | 2014年2月23日                  |
| 2                            | 短池     | 400米個人混合四式                                                   | 4:42.32              | 2014年2月23日                  |
| 3                            | 長池     | 100米自由泳                                                         | 54.47                | 2013年8月29日                  |
| 4                            | 長池     | 200米自由泳                                                         | 1:59.66              | 2014年9月24日                  |
| 5                            | 長池     | 200米個人混合四式                                                   | 2:13.07              | 2015年8月2日                   |
| 曾保持分齡紀錄（15-17歲）    |          |                                                                     |                      |                                |
| 1                            | 短池     | 50米自由泳                                                          | 24.99                | 2014年1月19日                  |
| 2                            | 短池     | 100米自由泳                                                         | 53.28                | 2014年3月15日                  |
| 3                            | 短池     | 200米自由泳                                                         | 1:57.67              | 2013年12月1日                  |
| 4                            | 短池     | 100米個人混合四式                                                   | 1:01.87              | 2014年3月15日                  |
| 5                            | 短池     | 200米個人混合四式                                                   | 2:11.05              | 2014年3月16日                  |
| 6                            | 長池     | 50米自由泳                                                          | 25.38                | 2013年8月31日                  |
| 7                            | 長池     | 400米個人混合四式                                                   | 4:51.30              | 2013年10月14日                 |
| 分齡紀錄（13-14歲）          |          |                                                                     |                      |                                |
| 1                            | 短池     | 200米自由泳                                                         | 2:00.32              | 2012年3月17日                  |
| 2                            | 短池     | 200米個人混合四式                                                   | 2:13.68              | 2012年3月18日                  |
| 3                            | 短池     | 400米個人混合四式                                                   | 4:43.49              | 2011年3月12日                  |
| 4                            | 長池     | 200米個人混合四式                                                   | 2:18.44              | 2012年4月9日                   |
| 曾保持分齡紀錄（13-14歲）    |          |                                                                     |                      |                                |
| 1                            | 短池     | 50米自由泳                                                          | 25.30                | 2012年3月18日                  |
| 2                            | 短池     | 100米自由泳                                                         | 54.63                | 2012年3月17日                  |
| 3                            | 短池     | 400米自由泳                                                         | 4:11.79              | 2012年3月18日                  |
| 4                            | 短池     | 200米蛙泳                                                           | 2:31.12              | 2011年2月27日                  |
| 5                            | 短池     | 100米個人混合四式                                                   | 1:02.97              | 2012年3月17日                  |
| 6                            | 長池     | 50米自由泳                                                          | 25.93                | 2012年4月12日                  |
| 7                            | 長池     | 100米自由泳                                                         | 56.07                | 2011年11月5日                  |
| 8                            | 長池     | 200米自由泳                                                         | 2:02.06              | 2012年4月14日                  |
| 9                            | 長池     | 400米個人混合四式                                                   | 4:55.49              | 2012年4月13日                  |
| 分齡紀錄（11-12歲）          |          |                                                                     |                      |                                |
| 1                            | 長池     | 50米自由泳                                                          | 26.80                | 2010年10月14日                 |
| 2                            | 長池     | 100米自由泳                                                         | 57.77                | 2010年9月4日                   |
| 3                            | 長池     | 200米自由泳                                                         | 2:06.55              | 2010年9月4日                   |
| 4                            | 長池     | 200米個人混合四式                                                   | 2:21.79              | 2010年7月25日                  |
| 曾保持分齡紀錄（11-12歲）    |          |                                                                     |                      |                                |
| 1                            | 短池     | 50米自由泳                                                          | 26.54                | 2010年3月14日                  |
| 2                            | 短池     | 100米自由泳                                                         | 57.40                | 2010年3月13日                  |
| 3                            | 短池     | 200米自由泳                                                         | 2:06.90              | 2010年3月13日                  |
| 分齡紀錄（10歲或以下）       |          |                                                                     |                      |                                |
| 1                            | 短池     | 50米自由泳                                                          | 28.03                | 2008年3月16日                  |
| 2                            | 短池     | 100米自由泳                                                         | 1:00.74              | 2008年3月15日                  |
| 3                            | 短池     | 200米自由泳                                                         | 2:11.43              | 2008年3月15日                  |
| 4                            | 短池     | 200米個人混合四式                                                   | 2:29.06              | 2008年3月16日                  |
| 5                            | 長池     | 50米自由泳                                                          | 28.50                | 2008年5月25日                  |
| 6                            | 長池     | 100米自由泳                                                         | 1:02.44              | 2008年6月29日                  |
| 7                            | 長池     | 200米個人混合四式                                                   | 2:29.06              | 2008年7月27日                  |
| 曾保持分齡紀錄（10歲或以下） |          |                                                                     |                      |                                |
| 1                            | 短池     | 50米蛙泳                                                            | 36.52                | 2008年1月13日                  |
| 2                            | 短池     | 100米蛙泳                                                           | 1:17.28              | 2007年12月2日                  |
| 3                            | 長池     | 200米自由泳                                                         | 2:16.58              | 2008年7月27日                  |
| 4                            | 長池     | 50米蛙泳                                                            | 36.62                | 2007年11月24日                 |
| 5                            | 長池     | 100米蛙泳                                                           | 1:19.51              | 2008年5月25日                  |

## 個人最佳成績 (PB)
| No. | 種類 | 項目                     | 時間    | 比賽                                 | 比賽日期                     | 地點           | 備注   |
| --- | ---- | ------------------------ | ------- | ------------------------------------ | ---------------------------- | -------------- | ------ |
| 1   | 短池 | 50米自由泳               | 23.75   | 第三屆國際游泳聯賽第一站             | 2021年8月26日                | 拿坡里         | NR, AR |
| 1a  | 短池 | 50米自由泳（接力分段）   | 23.42   | 2021年世界短池游泳錦標賽             | 2021年12月16日               | 阿布扎比       |        |
| 2   | 短池 | 100米自由泳              | 50.79   | 第三屆國際游泳聯賽總決賽             | 2021年12月4日                | 燕豪芬         | NR, AR |
| 2a  | 短池 | 100米自由泳（接力分段）  | 50.70   | 第三屆國際游泳聯賽準決賽第五站       | 2021年11月25日               | 燕豪芬         |        |
| 3   | 短池 | 200米自由泳              | 1:50.31 | 2021年世界短池游泳錦標賽             | 2021年12月16日               | 阿布扎比       | NR, WR |
| 4   | 短池 | 400米自由泳              | 3:56.52 | 游泳世界盃                           | 2022年10月21日               | 柏林           | NR     |
| 5   | 短池 | 50米蛙泳                 | 29.74   | 游泳世界盃                           | 2024年10月20日               | 上海           | NR     |
| 6   | 短池 | 100米蛙泳                | 1:04.48 | 二零二三至二四年度短池分齡游泳錦標賽 | 2024年2月3日                 | 香港           | NR     |
| 7   | 短池 | 200米蛙泳                | 2:23.46 | 第一組短池分齡游泳比賽第三節         | 2014年2月23日                | 香港           | NR     |
| 8   | 短池 | 100米個人混合四式        | 59.45   | 香港短池分齡游泳計時賽               | 2022年9月3日                 | 香港           | NR     |
| 9   | 短池 | 200米個人混合四式        | 2:07.65 | 第一屆國際游泳聯賽第一站             | 2019年10月6日                | 印第安納波利斯 | NR     |
| 10  | 短池 | 400米個人混合四式        | 4:42.32 | 第一組短池分齡游泳比賽第三節         | 2014年2月23日                | 香港           | NR     |
| 11  | 長池 | 50米自由泳               | 24.30   | 游泳世界盃                           | 2023年10月21日               | 布達佩斯       | NR     |
| 12  | 長池 | 100米自由泳              | 52.02   | 游泳世界盃                           | 2023年10月9日                | 柏林           | NR, AR |
| 12a | 長池 | 100米自由泳 （接力分段） | 51.92   | 2022年亞洲運動會                     | 2023年9月24日                | 杭州           |        |
| 13  | 長池 | 200米自由泳              | 1:53.92 | 2020年夏季奧林匹克運動會游泳比賽     | 2021年7月28日                | 東京           | NR, AR |
| 14  | 長池 | 400米自由泳              | 4:05.30 | 游泳世界盃                           | 2023年10月7日                | 柏林           | NR     |
| 15  | 長池 | 800米自由泳              | 8:39.93 | 香港長池游泳邀請計時賽               | 2024年5月11日                | 香港           | NR     |
| 16  | 長池 | 50米蛙泳                 | 30.36   | 2022年亞洲運動會 / 游泳世界盃        | 2023年9月24日/2023年10月15日 | 杭州/ 雅典     | NR     |
| 17  | 長池 | 100米蛙泳                | 1:05.92 | 世界游泳錦標賽                       | 2024年2月13日                | 多哈           | NR     |
| 17a | 長池 | 100米蛙泳（接力分段）    | 1:06.03 | 2022年亞洲運動會                     | 2023年9月29日                | 杭州           |        |
| 18  | 長池 | 200米蛙泳                | 2:32.51 | 長池游泳計時賽                       | 2014年4月12日                | 香港           |        |
| 19  | 長池 | 100米蝶泳                | 58.12   | 第66屆體育節 - 長池游泳計時賽        | 2023年4月15日                | 香港           | NR     |
| 19a | 長池 | 100米蝶泳 （接力分段）   | 56.96   | 第一組長池分齡游泳比賽第二節         | 2021年5月30日                | 香港           |        |
| 20  | 長池 | 200米個人混合四式        | 2:12.10 | 美國游泳大獎賽                       | 2017年6月5日                 | 聖塔克拉拉     | NR     |
| 21  | 長池 | 400米個人混合四式        | 4:51.30 | 第六屆東亞運動會                     | 2013年10月14日               | 天津           |        |

## 榮譽
- 香港傑出運動員選舉

「星中之星」（2021年、2022年、2023年 - 共3次當選）
「香港傑出運動員」（2017年、2019年、2021年、2022年、2023、2024年 - 共6次當選）
「香港傑出青少年運動員」（2013年、2014年 - 共2次當選）
- 行政長官社區服務獎狀（2022年）
- 美國大專 Big Ten Medal of Honor（英语：Big Ten Medal of Honor） （2019年）
- 《SwimSwam（英语：SwimSwam）》最佳亞洲女泳員 （2019年、2020年、2021年 - 共3次當選）
- 《環地中海游泳系列賽（英语：Mare Nostrum (swimming)）》女子組總冠軍 （2023年、2024年 - 共2次當選）
- 2020東京奧運200米女子自由泳銀牌 (2021年)
- 2020東京奧運100米女子自由泳銀牌 (2021年)
- 銀紫荊星章（2022年）